# 1587
1587 (MDLXXXVII) a fost un an comun al calendarului gregorian, care a început într-o zi de joi.

## Nașteri
- 26 februarie: Stefano Landi, compozitor italian (d. 1639)
- 18 septembrie: Francesca Caccini, compozitoare și interpretă italiană (d. 1640)

## Decese
- 8 februarie: Maria Stuart, 44 ani, regină a Scoției (n. 1542)
- 14 august: Guglielmo Gonzaga, Duce de Mantua, 49 ani (n. 1538)
- 17 octombrie: Francesco I de Medici, Mare Duce de Toscana, 46 ani (n. 1541)